# Ion Tudor (Nuni) Anestin
Ion Tudor (Nuni) Anestin (n. 1 iulie 1941, Craiova, România – d. 21 septembrie 1989, București, România) a fost un actor român. Provenea dintr-o familie de artiști craioveni. A fost fiul caricaturistului Ion Valentin Anestin (1900–1963).
Când a fost student la teatru a agresat un cetățean de culoare și a fost arestat și condamnat pentru rasism. A făcut câțiva ani de închisoare, fiind deținut la Jilava și Gherla. S-a căsătorit apoi cu Iulia Vraca, fosta soție a actorului George Vraca.
Între anii 1974 și 1977 a fost actor la Teatrul Dramatic „G. A. Petculescu” din Reșița, împreună cu soția lui, actrița Lelia Columb, care a fost cea dea doua soție a lui Colea Răutu.
Nuni Anestin a fost și caricaturist. Caricaturile sale se gǎsesc expuse la restaurantul hotelului Marshal din București.
Fața lui plină de cicatrici a determinat regizorii de film să-i ofere roluri de infractori.

## Filmografie
- Adio dragă Nela (1972)
- Ultimul cartuș (1973) - banditul Pavel
- Orașul văzut de sus (1975)
- Serenadă pentru etajul XII (1976)
- Ediție specială (1978)
- Revanșa (1978)
- Mihail, cîine de circ (1979) - marinar dintr-un bar din San Francisco
- Bună seara, Irina! (1980)
- Pruncul, petrolul și ardelenii (1981) - banditul Freddie Calhoun
- Capcana mercenarilor (1981) - mercenarul cu cicatrice
- Detașamentul „Concordia” (1981)
- Duelul (1981) - cerșetorul criminal Gogu Ologu
- Convoiul (1981) - gardianul convoiului
- Înghițitorul de săbii (1982)
- Prea tineri pentru riduri (1982)
- Misterele Bucureștilor (1983) - omul Strigoaiei
- Eroii nu au varsta (1984) - Gurgui
- Secretul lui Bachus (1984)
- Dreptate în lanțuri (1984)
- Fapt divers (1985)
- Secretul lui Nemesis (1987)
- François Villon – Poetul vagabond (1987) - Sac d'Enfer